# Балканска језичка заједница
Балканска језичка заједница (БЈЗ) или Балкански језички савез (од  ), је име које је дато сличностима у граматици, синтакси, речнику и фонологији које се налазе у језицима на Балкану, који иначе припадају различитим гранама индоевропских језика, као што су албански, грчки, романски и словенски језици.
Иако је број речи које ови речници деле мали, граматике ових језика имају доста сличности, међу којима је заједнички падежни систем и тежња ка аналитизацији.
Први који је приметио сличности међу балканским језицима из различитих породица био је Словенац Јернеј Копитар 1829. године, али се ова теорија развила тек између 1920. и 1930, радом Густава Вајганда и Кристијана Сандфелд-Јенсена (Linguistique balkanique, 1930).
Термин „Балканска језичка заједница“ је сковао румунски лингвиста Александар Росети 1958. године. Теодор Капидан је тврдио да структура балканских језика може да буде замењена стандардним језиком.
Противници овакве теорије, као што је Александар Граур, су тврдили да је термин „Балканска лингвистика“ неприкладан и да се неке особине у овим језицима могу да објасне независним језичким развојем у сваком језику понаособ, док за друге је ово само „лингвистички реципроцитет“, што није довољан разлог да постоји „Балканска лингвистика“, као што на пример постоји „Германска лингвистика“ итд.

## Језици
Језици који деле сличности припадају у пет различитих грана индоевропских језика:
- Албански језик
- Грчки језик
- Индоирански језици (ромски језик)
- Романски језици (румунски језик, цинцарски језик, меглено-влашки језик и истро-румунски језик)
- Словенски језици (бугарски језик, македонски језик, српско-хрватски језици — нарочито призренско-тимочки дијалект)

Ипак, немају сви језици једнак број заједничких црта. Стога су подељени у три групе:
1. Албански, румунски, македонски и бугарски имају највише заједничких особина
2. Српски (нарочито његови јужни и источни дијалекти) и грчки деле с осталим мањи број особина
3. Турски — с осталим језицима углавном дели речник и замену инфинитива конјуктивом

Фински лингвиста Jouko Lindstedt је 2000. године саставио „Балканизациони фактор“ који сваком балканском језику даје резултат пропорционалан са бројем црта које имају остали језици у БЈЗ. Резултати су:
| Језик                     | Резултат |
| ------------------------- | -------- |
| Балкански словенски       | 11.5     |
| Албански                  | 10.5     |
| Грчки, Балкански романски | 9.5      |
| Ромски                    | 7.5      |

Од свих проучаваних језика, македонски језик је добио 12.0, највећи укупан резултат.
Још један језик на којег је утицала БЈЗ је јудео-шпански дијалект којим су говорили Јевреји Сефарди који су живели на Балкану. Особине које је он делио са БЈЗ (нарочито у погледу глаголских времена) уз вероватно позајмљене из грчког.

## Порекло
О пореклу ових особина и њиховом развитку и положају се дугачко дискутовало, и предложене су различите теорије.

### Трачански, Дачански и Илирски
Пошто ове особине не могу да се нађу у сродним језицима ових језика који не припадају БЈЗ (као што су други словенски или романски језици), рани истраживачи, међу њима и Копитар, су сматрали да су оне добијене из старих домородачких језика (трачког, дачанског и илирског) који су формирали основу за модерне балканске језике.
Ипак, пошто је мало података о овим језицима доступно, не може да се одреди да ли су ове особине уистину биле присутне код ових језика.

### Латински и романски
Римско царство је контролисало Балкан и могуће је да су локални дијалекти латинског оставили знак на свим језицима на Балкану, што је утицало и на језик словенских придошлица. Слаба тачка ове теорије Џорџа Солта је да се само неке особине могу наћи у другим романским језицима и да не постоји доказ да су Балкански Римљани били довољно дуго изоловани да би их развили.
Аргумент овоме би биле структуралне позајмице или "калкови" у македонском из цинцарског, што може да се објасни тиме што је цинцарски био супстрат за македонски, али ово и даље не објашњава које је порекло ових иновација у цинцарском.

### Различити извори особина
Данас, најприхваћенија је теорија што ју је успоставио пољски научник Zbigniew Gołąb. Она се састоји у томе да нису све особине с истог извора и да је утицај међу језицима био реципрочан: неке од њих могу да се прате из латинског језика, словенских или грчких језика, док друге, нарочито особине које имају само румунски, албански, македонски и бугарски, могу да се објасне помоћу супстратума који се сачувао након романизације (у случају румунског) или словенизације (у случају бугарског). На албански су утицали и латински језик и словенски језици, али је такође задржао многобројне првобитне особине.
Један аргумент који иде у прилог „теорији о више извора“ је да је бурна историја Балкана терала различите групе да се селе на места која су насељавали људи који су говорили други језик. Овакве мале групе би биле брзо асимиловане и понекад су остављале обележја у језику који су усвајали. Друга идеја је да је, пре модерног доба, вишејезичје на Балкану било често и да се промена у једном језику брзо ширила у друге језике.
Аргумент који подржава овај поглед је да се језици са највише „балканизама“ налазе у областима где су људи једног језика били у контакту с људима других језика.

## Историја контакта
Највероватније да су најранији контакти били између прото-румуна и прото-албанаца, између првог и петог века нове ере. Ову теорију подржавају неке речи из албанског језика које су позајмљене из латинског језика Балкана, као и из румунског супстрата, који има речи што су когнати  речима из албанског.
О тачном простору где се контакт одиграо још увек се расправља, у оптицају су сва места између северне Албаније и Трансилваније. Сви румунски варијетети (од Молдавије до Тимочке крајине су део БЈЗ-а, што показује да су се ове особине развили пре него што су ови дијалекти дивергирали.
Инвазија Словена је довела до периода миграција Балканом, што је створило мулти-етничке заједнице, и што је довело до језичких заједница. То је почело у 8. веку и већина особина је била присутна већ у 12. веку, мада се у неким крајевима наставила до 17. века.
Српски је језик који се последњи прикључио, што се види по малом броју особина које дели са осталим језицима, од којих је већина присутна само у торлачком дијалекту, дијалекту који је суседан с бугарским дијалектима.

## Особине

### Граматичке особине

#### Падежни систем
Број падежа је смањен, неколико падежа је смењено предлозима; једини изузетак је српски.
Заједнички падежни систем једног балканског језика је:
- Номинатив
- Акузатив (коришћењем предлога и облика номинатива)
- Датив
- Вокатив

##### Синкретизам (спојеност) генитива и датива
У балканским језицима, долази до спајања генитива и датива (ова појава назива се синкретизам).
Пример:
| Језик      | Датив | Генитив                                                  |
| ---------- | --- | -------------------------------------------------------- |
| Српски     | Дао сам књигу Марији. | То је књига од Марије.                                   |
| Албански   | Ia dhashë librin Marisë. | Është libri i Marisë.                                    |
| Бугарски   | Дадох книгата на Мария | Книгата е на Мария;                                      |
| Румунски   | I-am dat cartea Mariei. | Este cartea Mariei.                                      |
| Македонски | Јас дадов книгата на Марија. | Книгата е од Марија.                                     |
| Грчки      | Έδωσα το βιβλίο στη Μαρία. (едоса то вивлио сти Марија) разговорно такође: Έδωσα το βιβλίο της Μαρίας. (одоса то вивлио тис Маријас) Της το έδωσα (тис то едоса) - Дао сам јој. | Είναι το βιβλίο της Μαρίας. "(Ине то вивлио тис Маријас) |

##### Синкретизам локатива и падежа за означавање правца (српски акузатив)
| језик    | „у Грчкој"  | „у Грчку"   |
| -------- | ----------- | ----------- |
| Бугарски | в Гърция    | в Гърция    |
| Грчки    | στην Ελλάδα | στην Ελλάδα |
| Румунски | în Grecia   | în Grecia   |

#### Глаголска времена

##### Формирање футура
Футур се формира аналитички, коришћењем помоћног глагола који значи „хтети“.
| Језик      | Варијант               | Формирање                          | Пример: „Видећу"      |
| ---------- | ---------------------- | ---------------------------------- | --------------------- |
| Албански   |                        | "do" (непроменљив) + конјуктив     | Do të shikoj          |
| Цинцарски  |                        | "va" (непроменљив) + конјуктив     | Va s-ved              |
| Бугарски   |                        | "ще“ (непроменљиво) + презент      | Ще видя               |
| Грчки      |                        | "Θα" (непроменљиво) + конјуктив    | Θα δω                 |
| Македонски |                        | "ќе“ (непроменљиво) + презент      | Ќе видам              |
| Српски     | (писани стандард)      | „хтети“ (променљив) + инфинитив    | Ја ћу видети (видећу) |
| Српски     | (говорни језик)        | „хтети“ (променљив) + да + презент | Ја ћу да видим        |
| Румунски   | (писани стандард)      | "a voi" (променљив) + инфинитив    | Voi vedea             |
| Румунски   | (говорни)              | "o" (непроменљив) + конјуктив      | O să văd              |
| Румунски   | (говорни, други начин) | "a avea" (променљив) + конјуктив   | Am să văd             |
| Румунски   | (архаично)             | "va" (непроменљиво) + конјуктив    | Va să văd             |
| Ромски     | (Erli)                 | "ka" (непроменљив) + конјуктив     | Ka dikhav             |

##### Аналитичко формирање перфекта
Аналитички перфект се у балканским језицима формира помоћу глагола „имати“. Порекло ове особине може да буде латинско. Међутим, ова особина није присутна у бугарском и српском језику, где се аналитички перфект формира глаголом „бити“ и радним глаголским придевом: обещал — „обећао“ (радни глаголски придев); 
съм; самч
обещал съм; обећао сам, перфект. Конструкција с глаголом „имати“ карактеристична је за македонски ("Имам ветено“ — Обећао сам).

##### Губљење инфинитива
Инфинитив, који је у другим словенским и романским језицима уобичајен, овде је смењен конјунктивним конструкцијама.
- у македонском, грчком и тоскијском албанском, инфинитив је потпуно изгубљен
- у цинцарском, бугарском и јужним српским дијалектима, инфинитив је скоро потпуно изгубљен
- у гегијском албанском и меглено-влашком, користи се само у мањем броју израза
- у стандардном румунском и српско-хрватском, инфинитив дели многе функције с конјуктивом
- турски који се говори у Сливену и Шумени је такође скоро потпуно изгубио инфинитив. Алтаички језик веома јасно припада БЈЗ-у.

На пример, израз „Желим да пишем“ у различитим балканским језицима:
| Језик           | Пример                              | Напомена                                                                             |
| --------------- | ----------------------------------- | ------------------------------------------------------------------------------------ |
| Албански        | "Dua të shkruaj"                    |                                                                                      |
| Македонски      | „Сакам да пишувам"                  |                                                                                      |
| Бугарски        | „Искам да пиша"                     |                                                                                      |
| Модерни грчки   | "Θέλω να γράψω"                     |                                                                                      |
| Румунски        | "Vreau să scriu"                    | насупрот "Vreau a scrie", који је такође исправан, али се ретко користи.             |
| Српски          | „Желим да пишем, ређе Желим писати“ | насупрот облику који је уобичајен у Хрватској: „Желим писати".                       |
| Бугарски турски | "isterim yazayım"                   | У стандардном турском језику у Турској "yazmak istiyorum" где је "yazmak" инфинитив. |